# Nintendo Switch 2
O Nintendo Switch 2 é um console de videogame híbrido desenvolvido pela Nintendo, lançado na maioria das regiões em 5 de junho de 2025. Assim como o Switch original, pode ser usado como um console portátil, como um tablet, ou conectado via dock a uma tela externa, e os controles Joy-Con 2 podem ser usados tanto acoplados quanto desacoplados. O Switch 2 possui uma tela de cristal líquido maior, mais armazenamento interno e gráficos, controles e funcionalidades sociais atualizados. Suporta resolução 1080p e taxa de atualização de 120 Hz no modo portátil ou mesa, e resolução 4K com taxa de atualização de 60 Hz quando acoplado.
Os jogos estão disponíveis em cartuchos físicos e na loja digital Nintendo eShop. Alguns cartuchos não contêm dados, mas permitem que os jogadores façam o download do conteúdo do jogo. Jogos selecionados do Switch podem usar o desempenho melhorado do Switch 2 por meio de atualizações gratuitas ou pagas. O Switch 2 mantém o serviço de assinatura Nintendo Switch Online, necessário para alguns jogos multijogador online e que dá acesso à biblioteca Nintendo Classics de jogos mais antigos por emulação; jogos de GameCube são exclusivos do Switch 2. O recurso GameChat permite que jogadores conversem remotamente e compartilhem telas e webcams.
A Nintendo revelou o Switch 2 em 16 de janeiro de 2025, e anunciou suas especificações completas e detalhes do lançamento em 2 de abril. Pré-vendas na maioria das regiões começaram em 5 de abril. O sistema recebeu elogios pelas melhorias sociais e técnicas em relação ao seu antecessor, embora os preços elevados do console e de seus jogos tenham sido criticados. Mais de 3,5 milhões de consoles Switch 2 foram vendidos mundialmente em quatro dias após o lançamento, tornando-o o console da Nintendo com vendas mais rápidas.

## História

### Antecedentes
A Nintendo lançou o Nintendo Switch original em março de 2017, que foi desenvolvido após o fracasso comercial do Wii U. O Switch foi promovido como um console híbrido com configurações portátil, mesa e acoplada, com controles Joy-Con que podem ser destacados da unidade principal para essas configurações. Comparado aos outros consoles no mercado na época, incluindo o PlayStation 4 e o Xbox One, o Switch tinha um hardware computacional menos potente para manter o preço do aparelho baixo, mas suficiente para rodar o tipo de jogos que a Nintendo costuma publicar; parte da estratégia de longo prazo da empresa conhecida como A Estratégia do Oceano Azul para se diferenciar dos demais fabricantes de consoles. O Switch tornou-se o console doméstico mais vendido da Nintendo e, em 2023, o terceiro console de jogos mais vendido no geral, atrás do PlayStation 2 e do Nintendo DS. Na época do anúncio do Switch 2, em janeiro de 2025, mais de 146 milhões de unidades do Switch haviam sido vendidas mundialmente.

### Desenvolvimento
Internamente na Nintendo, a pré-produção do próximo console começou logo após o lançamento do Switch, com uma equipe avaliando as limitações de desempenho do Switch e identificando quais mudanças de hardware poderiam ser feitas para solucioná-las. Isso também proporcionou tempo suficiente para planejar o hardware e poder enviar os kits de desenvolvimento de software (SDKs) aos parceiros de desenvolvimento de jogos. O desenvolvimento formal do Switch 2 começou em 2019, liderado pelo produtor Kouichi Kawamoto, pelo diretor de hardware Takuhiro Dohta e pelo diretor técnico Tetsuya Sasaki. Embora consoles anteriores da Nintendo geralmente tenham apresentado um novo tipo de experiência de hardware, como o modo híbrido do Switch original, a equipe do Switch 2 constatou que os desenvolvedores já haviam se adaptado a criar jogos voltados para o modo Switch e decidiram que não seria útil introduzir mudanças significativas no hardware, focando em vez disso em melhorias no desempenho computacional para fornecer mais ferramentas aos desenvolvedores. Os componentes de hardware foram selecionados para equilibrar desempenho e vida útil da bateria, junto com a expansão da memória para suportar jogos mais recentes.
Como a Nintendo priorizou a melhoria do hardware, a retrocompatibilidade foi mais complexa de implementar do que para consoles como o Nintendo 3DS ou Wii U, que possuem hardware semelhante aos seus predecessores. O Switch 2 usa uma combinação híbrida de emulação por software e hardware para evitar uma solução exclusivamente por software que seria mais pesada. O nome foi parcialmente influenciado pela retrocompatibilidade. A Nintendo também considerou "Super Nintendo Switch", similar ao Super Nintendo Entertainment System após o Nintendo Entertainment System, mas decidiu que isso diminuiria a característica de compatibilidade.
Os novos controles Joy-Con foram redesenhados do zero. Com a tela maior do console, simplesmente aumentar o tamanho dos Joy-Con antigos não seria suficiente, pois o tamanho maior dificultaria segurar e acionar os botões de ombro. Por isso, a Nintendo adicionou cantos mais arredondados e estendeu os botões de ombro mais para as laterais do controle. O recurso HD Rumble foi melhorado e ultrapassou os limites do Joy-Con original, aumentando sua intensidade a níveis comparáveis aos dos controles do GameCube. Em vez do sistema de trilhos usado no Switch original, os novos Joy-Con se conectam por meio de conexões magnéticas. A Nintendo havia explorado conexões magnéticas para o primeiro modelo do Switch, mas a conexão foi considerada instável, e o design foi alterado para o sistema de trilhos. Com o Joy-Con 2, eles refinaram a abordagem magnética, tornando a conexão mais forte e fácil de remover por um sistema mecânico de liberação. Com esse novo sistema, os Joy-Con agora emitem um clique audível ao se conectar magneticamente, o que, segundo Dohta, ajuda a simbolizar a marca Switch.
A capacidade dos Joy-Con de serem usados como mouses de computador foi uma ideia introduzida por Kawamoto, que também jogava em computadores pessoais, pois o controle por mouse permitiria que os Joy-Con substituíssem os controles de toque da tela quando o console estivesse acoplado, além de possibilitar novas formas de jogar. Kawamoto disse que essa ideia representa o conceito de "pensamento lateral com tecnologia obsoleta" de Gunpei Yokoi, que faz parte da abordagem da Nintendo há várias décadas. O Pro Controller também foi redesenhado para o Switch 2, com movimentos dos joysticks suavizados, além de adicionar uma entrada de áudio e dois botões programáveis nas alças que o jogador pode personalizar.
O recurso GameChat, que permite aos jogadores conversar, compartilhar telas e webcams, surgiu da frustração dos desenvolvedores da Nintendo com as ferramentas existentes durante a pandemia de COVID-19 e os períodos de lockdown em 2020. As soluções de software existentes permitiam conversar e usar webcams, mas só podiam compartilhar uma tela por vez, e eles improvisaram apontando suas webcams para as telas para que todas as telas ficassem visíveis ao mesmo tempo. Kawamoto disse que isso fazia parecer "que estávamos todos no mesmo lugar, cada um trazendo seu console para jogar juntos, o que foi muito divertido", levando ao desenvolvimento do GameChat. O recurso GameChat foi desenvolvido para minimizar o uso de recursos do sistema que prejudicariam o desempenho do jogo, e parte da funcionalidade baseia-se na mesma tecnologia de streaming desenvolvida para o Wii U e seu Wii U GamePad.

### Rumores da indústria
Rumores na indústria começaram já em 2019 sobre um modelo avançado do Switch, frequentemente apelidado pela mídia de "Nintendo Switch Pro"; muitas das características especuladas fizeram parte do modelo OLED do Switch, lançado em 2021. A Nintendo afirmou estar trabalhando em seu próximo sistema de jogos para seus investidores em outubro de 2020. A Digital Foundry afirmou que a Nintendo pode ter trabalhado em um modelo "pro" para o Switch, mas que, em dezembro de 2022, aparentemente havia direcionado todo o desenvolvimento para o sucessor do Nintendo Switch. Documentos judiciais do caso FTC v. Microsoft em 2023, que contestou a Microsoft na compra da Activision Blizzard, mencionaram a Activision desenvolvendo para o "Switch NG".
Em uma sessão de perguntas e respostas com acionistas em junho de 2023, o presidente da Nintendo, Shuntaro Furukawa, disse que a empresa buscava tornar a transição para o seu sucessor suave para os consumidores, e planejava manter o sistema de Conta Nintendo. A retrocompatibilidade foi uma parte fundamental do projeto; a Nintendo declarou: "O Nintendo Switch é jogado por muitos consumidores, e decidimos que a melhor direção seria permitir que os consumidores joguem seus softwares já adquiridos para Nintendo Switch no sucessor do Nintendo Switch."
Video Games Chronicle reportou em julho de 2023 que a Nintendo havia enviado os SDKs para sua próxima console aos parceiros de desenvolvimento e que a Nintendo queria evitar as faltas que os consoles da nona geração, o PlayStation 5 e o Xbox Series X/S, sofreram no lançamento. A Nintendo apresentou o Switch 2 em uma apresentação privada durante a Gamescom em agosto; entre as tech demos estava uma versão do jogo do Switch The Legend of Zelda: Breath of the Wild (2017), rodando com maior taxa de quadros e resolução, e a demonstração do Unreal Engine 5 The Matrix Awakens (2021).
Em 7 de maio de 2024, Furukawa reconheceu o desenvolvimento do sucessor do Switch e disse que mais informações seriam reveladas no decorrer daquele ano fiscal. Rumores sobre o novo console persistiram durante 2024. Na Consumer Electronics Show de 2025, no início de janeiro, vários fornecedores terceiros apresentaram acessórios programados para o sucessor do Switch, o que levou a Nintendo a emitir uma declaração afirmando que nenhum dos protótipos usados no evento eram oficiais.
Em 18 de setembro de 2024, supostas imagens do sistema foram vazadas no Reddit, com detalhes correspondentes a relatórios anteriores. Em outubro de 2024, a Game Freak sofreu um grande vazamento de dados dos materiais de desenvolvimento de Pokémon, incluindo referências aos jogos da décima geração de Pokémon e ao sucessor do Switch, codinome "Ounce". A empresa americana de acessórios para videogames Genki mostrou renders detalhados do console durante a Consumer Electronics Show. A Nintendo entrou com um processo contra eles em maio de 2025.
O Switch 2 foi inicialmente esperado para ser lançado no final de 2024. Em fevereiro, o Bloomberg News reportou que a Nintendo informou às publicadoras que o lançamento seria adiado para o início de 2025. O The Nikkei, corroborando o Bloomberg, reportou que o atraso seria para prevenir faltas e revenda a preços abusivos. As ações da Nintendo caíram quase seis por cento após a notícia do atraso. Em agosto de 2024, GamesIndustry.biz e Eurogamer reportaram que o console não seria lançado antes de abril de 2025. A publicadora de jogos e fabricante de acessórios Nacon antecipou que o console seria lançado dentro do primeiro semestre do ano fiscal da Nintendo, que começa em abril e termina em 30 de setembro de 2025.

### Anúncio e promoção
A Nintendo revelou o Switch 2 em 16 de janeiro de 2025, apresentando seu novo design e os controles Joy-Con magnéticos, além de uma breve cena de um novo jogo Mario Kart, que foi posteriormente anunciado como Mario Kart World (2025). Uma apresentação de uma hora do Nintendo Direct sobre o Switch 2 estreou em 2 de abril, com apresentações do Nintendo Treehouse sobre jogos do Switch 2 nos dois dias seguintes. A Nintendo organizou uma série de eventos mundiais entre abril e junho para que jogadores pudessem experimentar o console antes do lançamento. Furukawa afirmou que a Nintendo estava fazendo preparativos para o lançamento do Switch 2 visando evitar vendas excessivas para revendedores e especuladores, o que foi um problema em lançamentos anteriores de hardware da Nintendo.

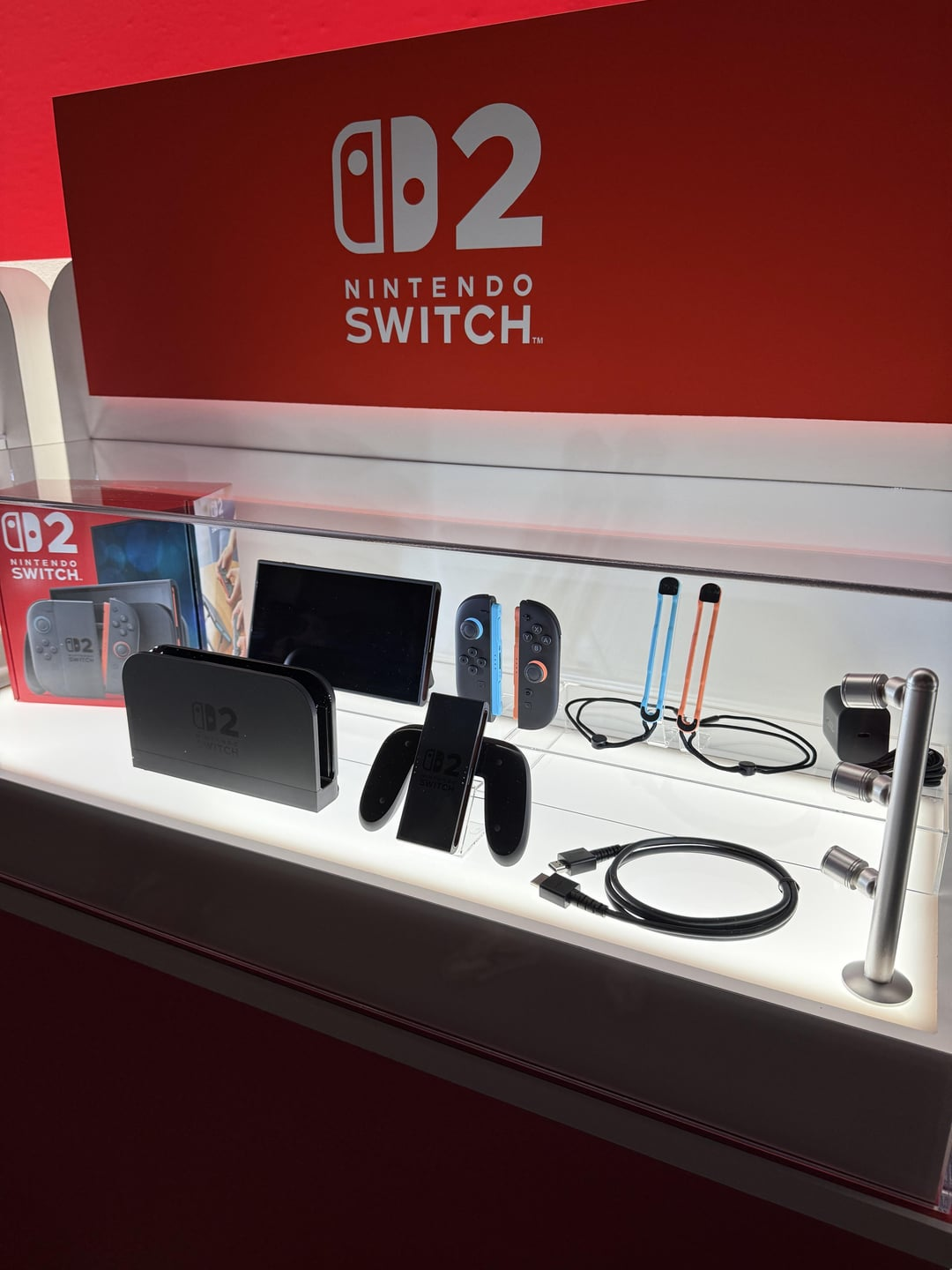
Exposição promocional do Switch 2 em abril de 2025

Como parte da promoção do Switch 2, a Nintendo of America firmou parceria com a Major League Baseball e o time Seattle Mariners para que os logos da Nintendo e do Switch 2 fossem exibidos nos uniformes do time durante a temporada de 2025. Em abril de 2025, a Nintendo of America lançou um comercial para o console estrelado pelo ator Paul Rudd, referenciando diretamente um comercial do SNES que ele também estrelou há 34 anos. Durante a edição de março de 2025 do Nintendo Direct, a Nintendo anunciou e lançou simultaneamente o aplicativo Nintendo Today! para dispositivos iOS e Android, destinado a funcionar como o principal centro de notícias e calendário para fornecer informações sobre várias plataformas Nintendo, incluindo atualizações diárias relacionadas ao hardware, software, serviços e eventos futuros focados no Switch 2, seguindo o Nintendo Direct focado no Switch 2.

#### Preço
O Switch 2 foi lançado no Japão por 69.980 ienes, com impostos incluídos. Na América do Norte, o console foi lançado por 449 dólares nos Estados Unidos e por 629 dólares canadenses no Canadá. Na Europa, o preço foi de 469 euros na União Europeia e de 395,99 libras esterlinas no Reino Unido (ambos os preços com IVA incluído). Na Oceania, o console foi lançado por 699 dólares australianos na Austrália (incluindo o GST). No Japão, além do modelo regular "internacional" do console, uma segunda versão "exclusiva para o Japão" foi disponibilizada por um preço significativamente mais baixo de 49.980 ienes. No entanto, ao contrário dos outros modelos do Switch 2, que podem ser usados globalmente, essa versão funciona apenas no idioma japonês e só pode utilizar serviços online registrados para residentes do Japão.
No Brasil, o console foi precificado por R$4.499 e R$4.799 o modelo com o bundle Mario Kart World. Junto ao lançamento do console, Mario Kart World e Donkey Kong Bananza, foram precificados em R$ 499,90 e R$ 439,90.
O preço de lançamento foi maior do que as previsões da indústria. Antes do lançamento, analistas da Bloomberg L.P. previam que, nos Estados Unidos, o Switch 2 teria um preço inicial de 400 dólares ou mais, dependendo do impacto das tarifas sobre produtos importados que entraram em vigor em fevereiro de 2025, mas afirmavam que o console teria um lançamento forte, auxiliado por softwares exclusivos e pela retrocompatibilidade com a biblioteca do Switch. Quando o preço do Switch 2 nos Estados Unidos foi revelado como 449,99 dólares — cerca de 50% maior que o do Switch original em seu lançamento —, ele foi criticado por ser alto demais. Alguns jogos selecionados do Switch 2 foram anunciados com preço de varejo de 80 dólares, o que gerou críticas adicionais. Esse preço torna o Switch 2 o console mais caro da Nintendo em mais de 30 anos, considerando a inflação.
O presidente da Nintendo of America, Doug Bowser, declarou que o preço do Switch 2 nos EUA não se baseou nas tarifas impostas pela administração Trump em 2 de abril de 2025, como algumas publicações sugeriram; mas sim pelo fato do console ser um modelo premium, coexistindo com os três modelos do Switch que a empresa continuará a vender. Bowser afirmou que os estoques do Switch 2 já estavam acumulados globalmente para o lançamento, e, portanto, era improvável que as tarifas afetassem a data de lançamento.
Embora o Switch 2 tenha um preço relativamente alto nos Estados Unidos, outros analistas descartaram as tarifas americanas como o principal fator para o preço elevado do console, citando o aumento geral dos preços dos videogames e o fato de que Canadá e países europeus apresentam valores semelhantes (embora, na comparação sem impostos, o preço europeu seja na verdade menor). Em artigo para o site Aftermath, o jornalista especializado em games Luke Plunkett opinou que a alta inflação pós-pandemia entre 2021 e 2023 e a consequente crise do custo de vida provavelmente impactariam as vendas do console. Alguns fãs lançaram campanhas para que a Nintendo reduzisse o preço do Switch 2 e de seus jogos, utilizando plataformas de redes sociais e chats de texto durante as transmissões ao vivo da Nintendo. Ex-gerentes de relações públicas da Nintendo, Kit Ellis e Krysta Yang, criticaram a empresa por omitir detalhes sobre os preços durante a apresentação de revelação do console, argumentando que isso criou confusão ao obrigar os consumidores a procurarem essa informação em outras fontes, o que agravou a resposta negativa.

#### Pré-venda
Meses antes do lançamento do console, a Nintendo estocou "centenas de milhares" de unidades nos Estados Unidos para evitar possíveis tarifas elevadas impostas pela administração Trump e reduzir a probabilidade de escassez. A empresa também transferiu a produção e o fornecimento de componentes da China para o Sudeste Asiático, especialmente o Vietnã, a fim de evitar tarifas aplicadas especificamente contra produtos chineses.
Para evitar problemas com revenda no Japão, uma versão do Switch 2 com bloqueio regional foi lançada a preço reduzido nas lojas físicas do país, enquanto uma versão sem bloqueio regional será disponibilizada apenas por meio da loja online da Nintendo. Em outras regiões, embora as pré-vendas tenham sido disponibilizadas por varejistas, a Nintendo criou uma lista de espera para pré-venda direta com a empresa, exigindo que os usuários possuíssem uma Conta Nintendo e tempo de jogo registrado, entre outros requisitos.
As pré-vendas começaram na maioria das regiões em 5 de abril de 2025. Pouco depois do anúncio das tarifas em 2 de abril, a Nintendo adiou a pré-venda nos Estados Unidos "para avaliar o possível impacto das tarifas e as condições de mercado em evolução". Um adiamento semelhante ocorreu no Canadá para "alinhar o cronograma de pré-venda com o dos Estados Unidos". Posteriormente, a Nintendo confirmou que as pré-vendas do console nos EUA e no Canadá começariam em 24 de abril de 2025, mantendo o preço do console e do pacote com Mario Kart World para o lançamento, embora alguns acessórios tenham recebido aumento de preço entre US$ 5 e US$ 10.
As pré-vendas nos EUA e Canadá começaram em 24 de abril às 0h (horário do Leste). Pouco depois da abertura das pré-vendas, as redes varejistas Walmart, Target e Best Buy relataram erros generalizados em seus sites devido ao grande volume de acessos, com os estoques do console esgotando-se nacionalmente em questão de minutos. A varejista especializada em jogos GameStop iniciou suas pré-vendas mais tarde naquele mesmo dia, às 11h (ET), também relatando falhas técnicas no site.
A Nintendo alertou os consumidores japoneses de que mais de 2,2 milhões de pessoas haviam se registrado para a oportunidade de realizar a pré-venda do modelo exclusivo para o Japão, superando amplamente suas expectativas. A empresa informou que não conseguiria atender a todos esses pedidos até a data de lançamento do console; os não selecionados seriam automaticamente incluídos em programas semelhantes para os próximos lotes do aparelho. A Nintendo emitiu um aviso semelhante para os consumidores dos Estados Unidos que realizassem a pré-venda por meio da loja oficial da empresa, informando que a entrega na data de lançamento "não era garantida" devido à "demanda extremamente alta".
Os varejistas começaram a receber os estoques do console no final de maio de 2025, e alguns consumidores que haviam feito a pré-venda compartilharam vídeos do hardware cerca de duas semanas antes do lançamento. No entanto, o console era inutilizável sem uma atualização obrigatória disponibilizada no dia de lançamento.

## Hardware
Assim como seu antecessor, o Switch 2 é um console de videogame híbrido, podendo ser utilizado tanto como um console portátil quanto conectado a uma base que o liga a uma televisão ou monitor, funcionando como um console de mesa. A unidade mantém um formato semelhante ao do Switch original, composta pelo corpo principal que inclui a tela e o hardware principal, além de dois controles Joy-Con 2 que podem ser acoplados às laterais da unidade no modo portátil, ou se comunicar sem fio com o console quando este está acoplado na base.

### Console
Além das portas herdadas do design do Nintendo Switch original — incluindo uma porta USB-C na parte inferior que também serve como fonte de energia e conector na base, uma entrada para fones de ouvido e uma entrada para cartuchos — o Nintendo Switch 2 inclui uma segunda porta USB-C na parte superior do aparelho, além de um microfone interno com cancelamento de ruído. Com os controles Joy-Con 2 acoplados, o console mede 272 mm de largura, 116 mm de altura e 13,9 mm de espessura, com peso total de 534 g.
O Switch 2 utiliza uma tela sensível ao toque LCD com resolução 1080p (279 ppi) e suporte a HDR, oferecendo taxa de atualização variável de até 120 Hz. Quando conectado à base, o console pode apresentar imagem em até 1440p a 120 Hz ou 4K a 60 Hz com HDR. O modelo original do Switch teve uma revisão com tela OLED, e embora a Nintendo tenha considerado usar OLED no Switch 2, o líder de design de hardware Tetsuya Sasaki afirmou que a empresa optou pelo LCD devido aos avanços recentes na tecnologia, incluindo o suporte ao HDR. Diferente do modelo de primeira geração, a base do Switch 2 possui conector Ethernet integrado e uma ventoinha de resfriamento.
O system on a chip do console, o Nvidia Tegra T239 (codinome "Drake"), conta com uma CPU ARM Cortex-A78C octa-core, uma GPU Ampere de 12 SM (com 1.536 núcleos CUDA baseados na arquitetura Ampere), e uma interface de memória LPDDR5X de 128 bits, com taxa nominal de 8533 MT/s. O console possui 12 GB de memória RAM, distribuídos em dois chips de 6 GB, oferecendo cerca de 102 GB/s de largura de banda no modo dock e 68 GB/s no modo portátil. O Switch 2 é compatível com as tecnologias Deep learning super sampling (DLSS) e ray tracing da Nvidia, além de suportar taxa de atualização variável por meio do Nvidia G-Sync no modo portátil, utilizando os núcleos tensor e RT. O console também oferece suporte a Wi-Fi 6.

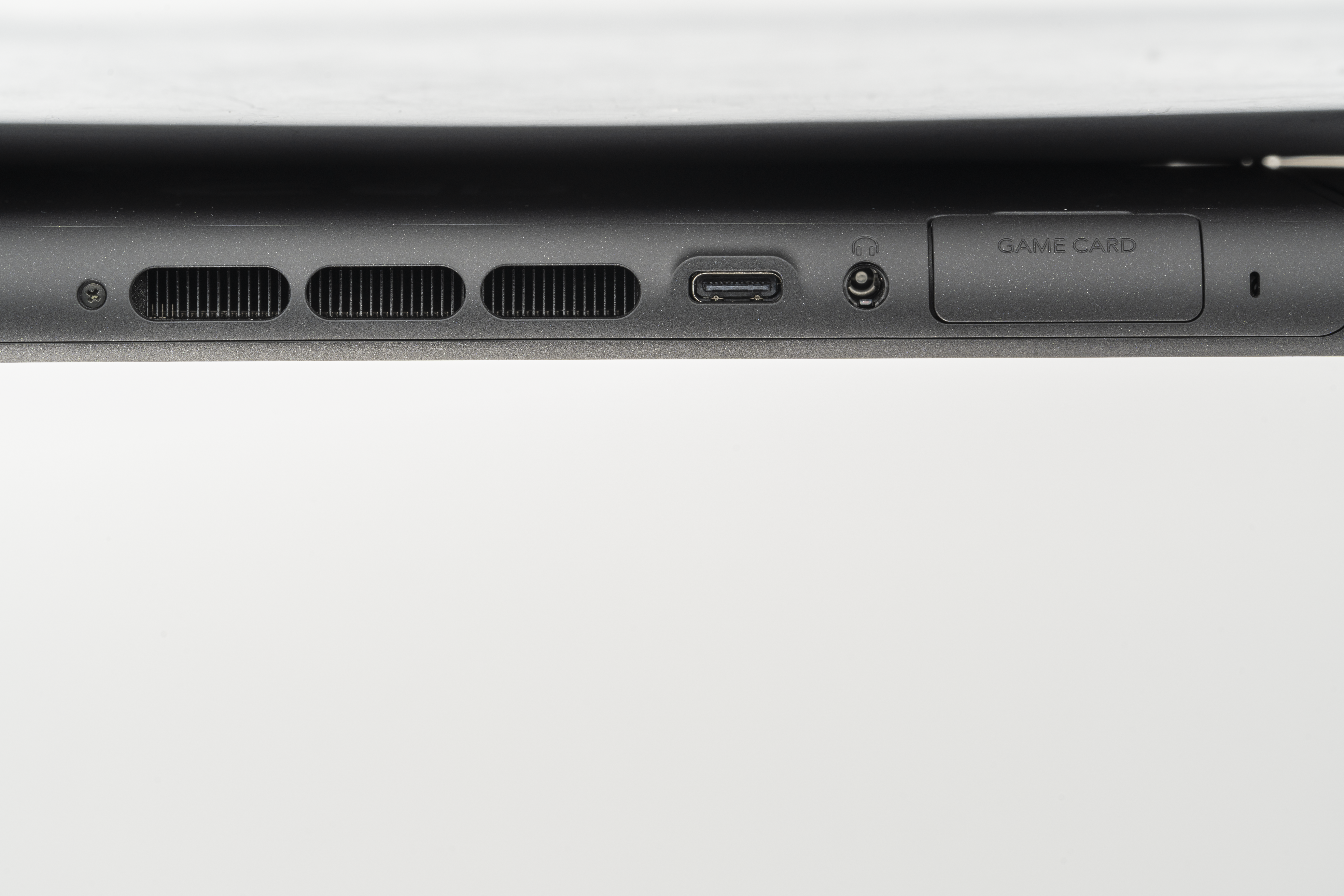
Parte superior do console, com a entrada para cartucho, conector de fone de ouvido, porta USB-C e ventoinhas da GPU

O Switch 2 inclui 256 GB de armazenamento interno, um aumento significativo em relação aos 32~64 GB do modelo original. O armazenamento pode ser expandido por meio de cartões microSD Express de até 2 TB, que permitem velocidades de leitura e gravação mais altas que os cartões microSDHC e microSDXC utilizados anteriormente. O Switch 2 só permite o carregamento de jogos a partir de cartões microSD Express; embora cartões microSDHC e microSDXC ainda possam ser lidos, seu uso é limitado ao acesso a capturas de tela e vídeos.
O Switch 2 é alimentado principalmente no modo portátil por uma bateria interna de íon-lítio recarregável não removível com capacidade de 5.220 mAh. A Nintendo estima a duração da bateria entre aproximadamente 2 e 6,5 horas, embora ressalte que esses valores são estimativas aproximadas e que a duração real depende do software específico em uso. A bateria pode ser carregada por qualquer uma das portas USB-C do console. O tempo estimado para recarga é de aproximadamente 3 horas quando o sistema está em modo de espera.

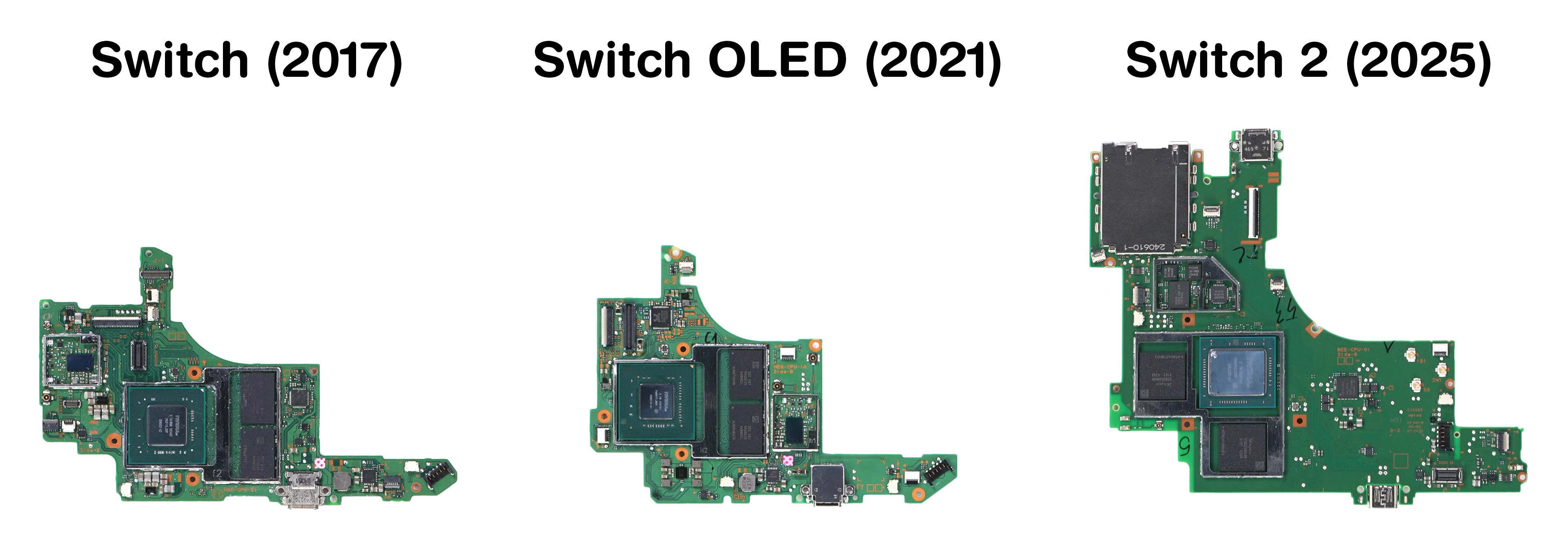
Placas-mãe do Switch, do Switch OLED e do Switch 2

Em 1º de janeiro de 2025, imagens supostamente da placa-mãe do sistema foram divulgadas. Richard Leadbetter, do Digital Foundry, concluiu que, ao invés de portar a arquitetura baseada em Ampere para um processo de fabricação menor, é mais provável que esteja sendo utilizado o processo de 8 nm da Samsung, que é mais barato. Embora esse processo apresente desafios para desempenho e duração da bateria, Leadbetter acredita que essas dificuldades podem ser mitigadas devido à natureza de plataformas de hardware fixo, permitindo otimizações personalizadas.
Fora do Japão, o Switch 2 não possui trava regional. No Japão, a Nintendo comercializa o modelo internacional multilíngue padrão e uma versão mais barata que funciona apenas com contas Nintendo japonesas e não pode ser configurada para outros idiomas. Isso foi interpretado como uma tentativa de atrair o mercado japonês e combater a desvalorização do iene japonês.
Em maio de 2025, a Nintendo anunciou uma atualização no acordo de usuário e na política de privacidade da conta Nintendo que, caso violada pelos usuários do Switch 2, pode "tornar os serviços da conta Nintendo e/ou o dispositivo Nintendo aplicável permanentemente inutilizáveis, total ou parcialmente". Espera-se que isso seja uma tentativa de combater a pirataria e a emulação de jogos. O acordo também se aplica à instalação de software não autorizado ou à modificação do hardware para aumentar a velocidade de funcionamento.

### Joy-Con2

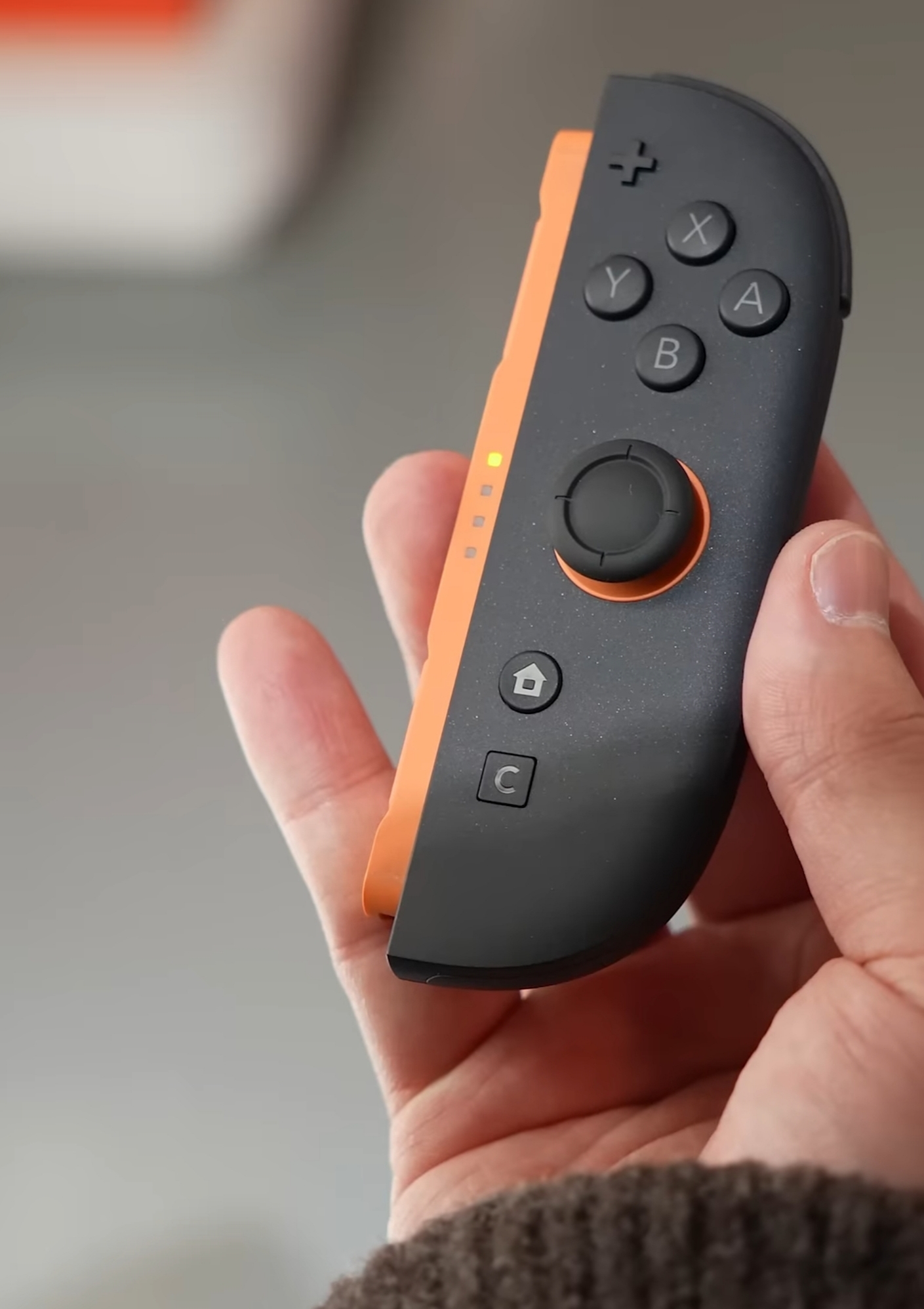
O controle Joy-Con 2 direito

Os controles Joy-Con 2 apresentam um design atualizado em relação aos Joy-Con originais. Além de serem maiores para acompanhar o tamanho ampliado do console, eles se conectam magneticamente ao encaixar nas laterais, substituindo o sistema de trilhos usado anteriormente. Para removê-los, há um pequeno botão no Joy-Con 2 que aciona um cilindro interno para empurrar o controle para fora da unidade principal. A Nintendo afirmou que os analógicos dos controles são maiores, mais suaves e mais duráveis; relatórios iniciais sugeriram que os novos thumbsticks usariam sensor de efeito Hall para resolver problemas de drift causados pelo acúmulo de poeira no sistema analógico dos modelos originais, mas a Nintendo confirmou em abril de 2025 que sensores de efeito Hall não são usados.
Os botões SL e SR localizados nas laterais dos controles foram ampliados, e um novo botão "C" foi adicionado no Joy-Con 2 direito para ativar o novo recurso "GameChat". Os controles também podem ser usados como mouse de computador em jogos compatíveis, deslizando-os lateralmente. Ambos os Joy-Con 2 possuem bateria de 500mAh, com duração estimada em 20 horas. Eles são recarregados quando conectados ao console ou por meio de docks ou grips de terceiros. O sensor infravermelho presente nos Joy-Con da primeira geração foi removido.

## Software

### Distribuição
Assim como seu antecessor, os jogos para o Switch 2 podem ser obtidos em formatos físico e digital, sendo que os jogos distribuídos fisicamente são armazenados em Cartuchos proprietários (Game Cards) que mantêm formato semelhante aos usados no Switch de primeira geração. Os cartuchos para jogos do Switch 2 são vermelhos, para diferenciá-los dos cartuchos cinza escuro usados no Switch original. Assim como os cartuchos do Switch, os cartuchos do Switch 2 são revestidos com um amargo não tóxico para impedir que crianças os coloquem na boca.
A partir do Switch 2, alguns jogos podem ser lançados com Cartuchos que contêm apenas uma licença digital e nenhum dado do jogo ("Game-Key Card"); ao serem inseridos, os arquivos do jogo são baixados para o console. Diferentemente das compras digitais, o Cartucho deve permanecer inserido para iniciar o jogo. Os Game-Key Cards são uma evolução de prática semelhante usada em alguns jogos de terceiros para Switch, que continham apenas parte dos dados no cartucho devido a limitações de tamanho, exigindo download do restante. A Nintendo afirmou que a introdução dos Game-Key Cards visa preparar o Switch 2 para os próximos anos, já que os jogos tendem a aumentar de tamanho e ultrapassar o limite de armazenamento dos cartuchos tradicionais; com os Game-Key Cards, os jogos ainda poderão ser vendidos no varejo além da distribuição digital. Jogos em Game-Key Cards não ficam vinculados a uma conta Nintendo.

### Serviços online
O serviço Nintendo Switch Online foi mantido no Switch 2, embora o serviço "Game Voucher" não esteja disponível para jogos exclusivos do Switch 2. Como parte do serviço legado de jogos na Switch Online, uma seleção de jogos do GameCube é distribuída no Expansion Pack, exclusivamente para o Switch 2, sob a marca reformulada "Nintendo Classics". A coleção foi lançada junto com o console em junho de 2025, inicialmente incluindo The Legend of Zelda: The Wind Waker, Soulcalibur II (ambos de 2002) e F-Zero GX (2003). Outros jogos, como Luigi's Mansion (2001), Super Mario Sunshine (2002), Chibi-Robo! e Fire Emblem: Path of Radiance (ambos de 2005), serão adicionados gradualmente em datas não especificadas. Recursos adicionais aplicados ao catálogo Nintendo Classics são suportados exclusivamente no Switch 2, incluindo filtros CRT e função de retroceder (rewind) adicionados aos jogos do Nintendo 64 disponíveis no serviço. A Nintendo também lançou uma nova versão do controle GameCube junto com a inclusão da plataforma no Nintendo Classics, disponível exclusivamente para assinantes existentes do Switch Online.
Um serviço de chat de voz chamado GameChat permite que os usuários façam chamadas de voz e compartilhem a tela com amigos. O GameChat suporta chamadas de vídeo com um acessório opcional de webcam. O serviço pode ser acessado por um botão "C" no Joy-Con 2 direito. Porém, o chat será gratuito apenas até 31 de março de 2026, após o qual será necessária uma assinatura paga do Nintendo Switch Online para utilizar o recurso.

### Biblioteca
O trailer de revelação do console, em janeiro de 2025, foi acompanhado por imagens iniciais de Mario Kart World, posteriormente anunciado para lançamento junto com o Switch 2, em 5 de junho. Jogos first-party do Switch previstos para 2025, como Metroid Prime 4: Beyond e Pokémon Legends: Z-A, foram disponibilizados simultaneamente no Switch 2 como edições "Nintendo Switch 2 Edition", com melhorias gráficas e de desempenho. O jogo Nintendo Switch 2 Welcome Tour foi revelado no Direct de 2 de abril, sendo lançado como exclusivo online junto com o lançamento do console.

### Suporte de terceiros
Uma pesquisa realizada durante a Game Developers Conference de janeiro de 2024 perguntou a 3.000 desenvolvedores independentes e AAA sobre a criação de jogos e as plataformas em que estavam trabalhando. Desses, 250 afirmaram já estar produzindo jogos para o Switch 2, enquanto outros 32% demonstraram interesse em desenvolver para o console. Em maio de 2024, a Nintendo anunciou a intenção de adquirir o estúdio sediado em Miami, Shiver Entertainment, anteriormente pertencente ao grupo Embracer Group. A empresa afirmou que a fusão permitiria a obtenção de recursos especializados internos para desenvolvimento e portabilidade de software, ao mesmo tempo em que o estúdio manteria seus compromissos com Switch e outras plataformas. A Bloomberg News reportou que a aquisição visa reforçar os esforços da Nintendo para garantir jogos de desenvolvedores terceiros para o Switch 2, com a Shiver auxiliando esses desenvolvedores na otimização dos jogos para a plataforma. Em setembro de 2024, a desenvolvedora Pathea Games anunciou My Time at Evershine, sucessor espiritual de My Time at Portia (2019) e My Time at Sandrock (2023), confirmado para o sucessor do Switch. Em outubro de 2024, a Playtonic Games anunciou que o remaster Yooka-Replaylee seria lançado nas "plataformas Nintendo".
Durante o Nintendo Direct focado no Switch 2 em abril de 2025, diversas publishers anunciaram suporte ao console, incluindo Square Enix, Capcom, Electronic Arts, Take-Two Interactive, CD Projekt Red, Bandai Namco, Sega, Supergiant Games, Warner Bros. Games, Activision Blizzard e IO Interactive. Foi confirmada uma lista inicial de 46 jogos de parceiros, dos quais 17 foram programados para lançamento simultâneo com o console em junho. Entre os lançamentos de terceiros destacados durante a transmissão estavam Final Fantasy VII Remake Intergrade, Hades II, Borderlands 4, Yakuza 0 Director's Cut, Elden Ring - Tarnished Edition, Cyberpunk 2077 Ultimate Edition, Hitman: World of Assassination, 007 First Light, Split Fiction, Daemon x Machina: Titanic Scion e Street Fighter 6. A Electronic Arts e a Take-Two Interactive também se comprometeram formalmente a trazer suas franquias esportivas para a plataforma, incluindo EA Sports FC, Madden NFL, WWE 2K e NBA 2K. Além disso, a Nintendo revelou colaborações com estúdios parceiros para desenvolver jogos exclusivos para o sistema, como Hyrule Warriors: Age of Imprisonment em parceria com a Koei Tecmo e The Duskbloods com a FromSoftware.
O executivo da Microsoft Gaming, Phil Spencer, afirmou que a empresa dará suporte ao Switch 2 com versões de seus jogos do Xbox, como parte de sua estratégia multiplataforma. Entre os jogos que devem ser portados para o console estão Halo: The Master Chief Collection e Microsoft Flight Simulator 2024. A Microsoft havia firmado um acordo com a Nintendo para trazer futuras entradas da franquia Call of Duty para suas plataformas, como parte da aquisição da Activision Blizzard, o qual se tornou legalmente vinculativo em fevereiro de 2023.
A publisher Ubisoft declarou estar "apaixonada" pelo console após sua revelação, e há rumores de que títulos como Assassin's Creed Mirage e Assassin's Creed Shadows serão lançados para o sistema durante sua janela de lançamento. Weicong Wu, produtor de Marvel Rivals, demonstrou interesse em levar o jogo para o Switch 2, afirmando que a equipe já está em contato com a Nintendo e possui kits de desenvolvimento. Contudo, afirmou que o título será lançado no console apenas se o desempenho for satisfatório.

### Compatibilidade retroativa
O Switch 2 é compatível retroativamente com a maioria dos jogos do Switch, tanto físicos quanto digitais. Alguns jogos não são diretamente compatíveis com as mudanças de hardware do Switch 2 e dos Joy-Con 2, mas podem ser jogados utilizando os Joy-Con do Switch original, como títulos que requerem funcionalidade IR. Para a maioria dos demais jogos, eles são executados por meio de um tipo de emulação similar a uma camada de tradução, já que o Switch 2 possui hardware diferente do Switch. O diretor de hardware Takuhiro Dohta descreveu essa solução como "algo entre um emulador de software e compatibilidade de hardware", e Tetsuya Sasaki afirmou que o método "é realizado em tempo real à medida que os dados são lidos". Esse método permite que jogos do Switch tenham recursos do Switch 2 adicionados, como suporte ao GameChat, quando jogados no Switch 2. Até maio de 2025, dos 122 jogos desenvolvidos pela Nintendo testados, todos foram compatíveis exceto o Nintendo Labo VR Kit, devido ao tamanho maior do Switch 2, que não cabe no acessório. Dos mais de 15 mil jogos third-party do Switch testados pela Nintendo, cerca de 75% foram compatíveis, e aproximadamente 170 apresentaram alguns problemas. Alguns softwares adicionais, como aplicativos para Hulu e Crunchyroll, também são incompatíveis.
Certos jogos do Switch têm atualizações para o Switch 2 vendidas separadamente ou disponíveis via o Nintendo Switch Online Expansion Pack, com alguns adicionando novo conteúdo. A linha inicial de upgrades inclui Metroid Prime 4: Beyond, The Legend of Zelda: Breath of the Wild, The Legend of Zelda: Tears of the Kingdom, Super Mario Party Jamboree, Pokémon Legends: Z-A e Kirby and the Forgotten Land, sendo ambos os jogos Zelda títulos de lançamento. Outros jogos do Switch, como Super Mario Odyssey e Pokémon Scarlet and Violet, receberam atualizações gratuitas de desempenho para o Switch 2, mas sem conteúdo adicional. Os jogos também podem ser inseridos no Switch original para jogar como se fosse a cópia original do jogo do Switch.
Para ajudar os usuários a levar seus jogos do Switch para o Switch 2, a Nintendo introduziu em abril de 2025 os Virtual Game Cards para o software do Switch original. Os Virtual Game Cards podem ser usados para transferir virtualmente jogos digitais comprados para uso em um segundo Switch ou no Switch 2, ou emprestados para o Switch de um familiar por até duas semanas.
Os Joy-Con e os Nintendo Switch Pro Controllers são em sua maioria compatíveis para frente (Forward compatibility), com alguns jogos do Switch exigindo que sejam compatíveis com o Switch 2. Esses jogos incluem a maioria dos jogos Nintendo Labo, Ring Fit Adventure (2019) e WarioWare: Move It! (2023).

## Recepção

### Resposta da crítica
Digital Trends e TheGamer elogiaram o design acessível da base do console, enquanto a PCMag demonstrou ambivalência quanto ao seu uso; outros críticos se mostraram satisfeitos com o sistema de ventilação aprimorado. O suporte traseiro foi elogiado por alguns veículos pelas melhorias no design e pela durabilidade, embora a Wired tenha expressado preocupação com sua segurança e espessura. A tela, especialmente pela ausência de OLED, foi alvo de comentários: a Wired considerou que a taxa de atualização de 120 Hz e o suporte a HDR10 compensavam essa ausência. Críticos concordaram que o display do Switch 2 representava uma melhoria em relação ao do Switch original; alguns, no entanto, o consideraram um ponto fraco, apesar de seus méritos. O design aprimorado dos Joy-Con foi elogiado, e alguns críticos destacaram que o aumento do tamanho dos botões SL e SR foi útil. Por outro lado, a ausência de uma solução para o problema do stick drift gerou críticas. Críticos também observaram que a funcionalidade dos Joy-Con como mouse de computador funcionava bem até mesmo sobre a perna do usuário. A redução da duração da bateria foi alvo de críticas; alguns compararam negativamente com a estimativa de 2,5 a 6,5 horas da edição de lançamento do Switch, embora a Engadget tenha considerado o valor padrão para dispositivos portáteis de jogos de alto desempenho.
Os recursos sociais do console foram amplamente elogiados. A Wired descreveu o GameChat como "o recurso totalmente novo mais notável" do console, enquanto a Mashable afirmou que a Nintendo não reinventou a roda com um conceito de duas décadas, mas o levou "além da utilidade pura, tornando-o ativamente prazeroso de usar". A Business Insider considerou que o recurso foi "feito para sessões casuais e rápidas de multijogador", em vez de comunicações especializadas. Críticos elogiaram a precisão da função de transcrição de voz para texto, bem como sua capacidade de identificar diferentes falantes. O microfone embutido também recebeu elogios pelas suas capacidades de cancelamento de ruído. Muitos críticos, no entanto, classificaram o recurso de compartilhamento de tela do GameChat como instável ou com travamentos. A Mashable descreveu o sistema de Virtual Game Card como potencialmente um "pesadelo logístico para irmãos competitivos" disputando a posse de jogos digitais compartilhados.
A linha de títulos de lançamento foi criticada por ser fraca; a PC Gamer a chamou de "uma das mais fracas dos últimos tempos". Críticos também criticaram a Nintendo por cobrar pelo título de lançamento Nintendo Switch 2 Welcome Tour. Observou-se que muitos dos jogos de lançamento eram ports de outros sistemas que o Switch original não conseguia rodar, e alguns elogiaram as melhorias de desempenho de jogos do Switch original no Switch 2. A PC Gamer escreveu que a tecnologia gráfica Deep learning super sampling tornava jogos como Cyberpunk 2077 "subjetivamente melhores", e a revista Edge elogiou a precisão dos recursos de controle por movimento semelhantes ao mouse durante partidas de Metroid Prime 4: Beyond e Welcome Tour. Críticos demonstraram preocupação com o preço total do console, jogos e acessórios em geral. Também surgiram preocupações quanto à integridade da função de transferência de dados do Switch 1.

### Vendas
A Nintendo anunciou em 10 de junho de 2025, quatro dias após o lançamento, que o Switch 2 havia vendido mais de 3,5 milhões de unidades em todo o mundo, tornando-se o console de venda mais rápida da empresa até então. A Famitsu reportou que o console vendeu 947.931 unidades no Japão nos primeiros quatro dias após o lançamento, superando as 329.152 unidades vendidas na estreia do Switch na região. A IGN afirmou que as vendas iniciais do Switch 2 nesses quatro primeiros dias foram o dobro das vendas de lançamento do Switch original em todas as regiões.